# Дворец княгини Гагариной
Дворец княгини Гагариной был построен в начале XX века у мыса Плака по заказу княгини Анастасии Давидовны Гагариной, вдовы генерал-лейтенанта князя Александра Ивановича Гагарина. Находится в посёлке Утёс городского округа Алушта (Алуштинского горсовета) Крыма.
В настоящее время во дворце размещается административный корпус санатория «Утёс». Элементы романского стиля — башенки, узкие окна-бойницы — добавляют ему сходство со средневековым замком. Над главным входом находится родовой герб князей Гагариных с надписью на латыни: «В древности — сила». Наиболее выразительным является восточный фасад здания, обвитый виноградом.

## История
В начале XIX века на мысе Плака была построена усадьба таврийского губернатора А. М. Бороздина. Здесь построили дворец в стиле ампир, с уютными комнатами и большой библиотекой. Вокруг дворца был разбит парк. В имении гостили П. И. Сумароков, А. С. Пушкин, А. С. Грибоедов, Адам Мицкевич, В. А. Жуковский.
После смерти Бороздина в 1838 году имением владела его дочь Мария (1804—1849), затем её второй муж — князь Александр Иванович Гагарин (адъютант графа М. С. Воронцова), после убийства которого в 1857 году хозяйкой поместья становится вдова А. И. Гагарина княгиня Анастасия Давидовна Гагарина (урождённая княжна Тасо Орбелиани).
В 1902 году, уже в возрасте 77 лет, княгиня Гагарина начала строительство нового дворца. Ею для проектирования дворца, домовой Александро-Невской церкви, винных погребов и надзора за строительством был приглашён архитектор Н. П. Краснов.
Строительство шло довольно быстро. Материалы завозились в основном из-за границы: облицовочная керамическая плитка и мрамор для лестниц — из Италии, венецианские стекла — из Франции, черепица — из Германии. Каменотёсы, столяры, плотники, облицовщики были привезены из разных областей России. Дворец решён в мотивах модернизированной древнегерманской архитектуры. Строительство было завершено в 1907 году. В этом же году княгиня Гагарина скончалась. Она была похоронена в дворике домовой Александро-Невской церкви рядом с прахом дочери Екатерины.

К столетию со дня смерти княгини Анастасии Давидовны Гагариной в 2007 году на территории дворца ей установлен памятник. 

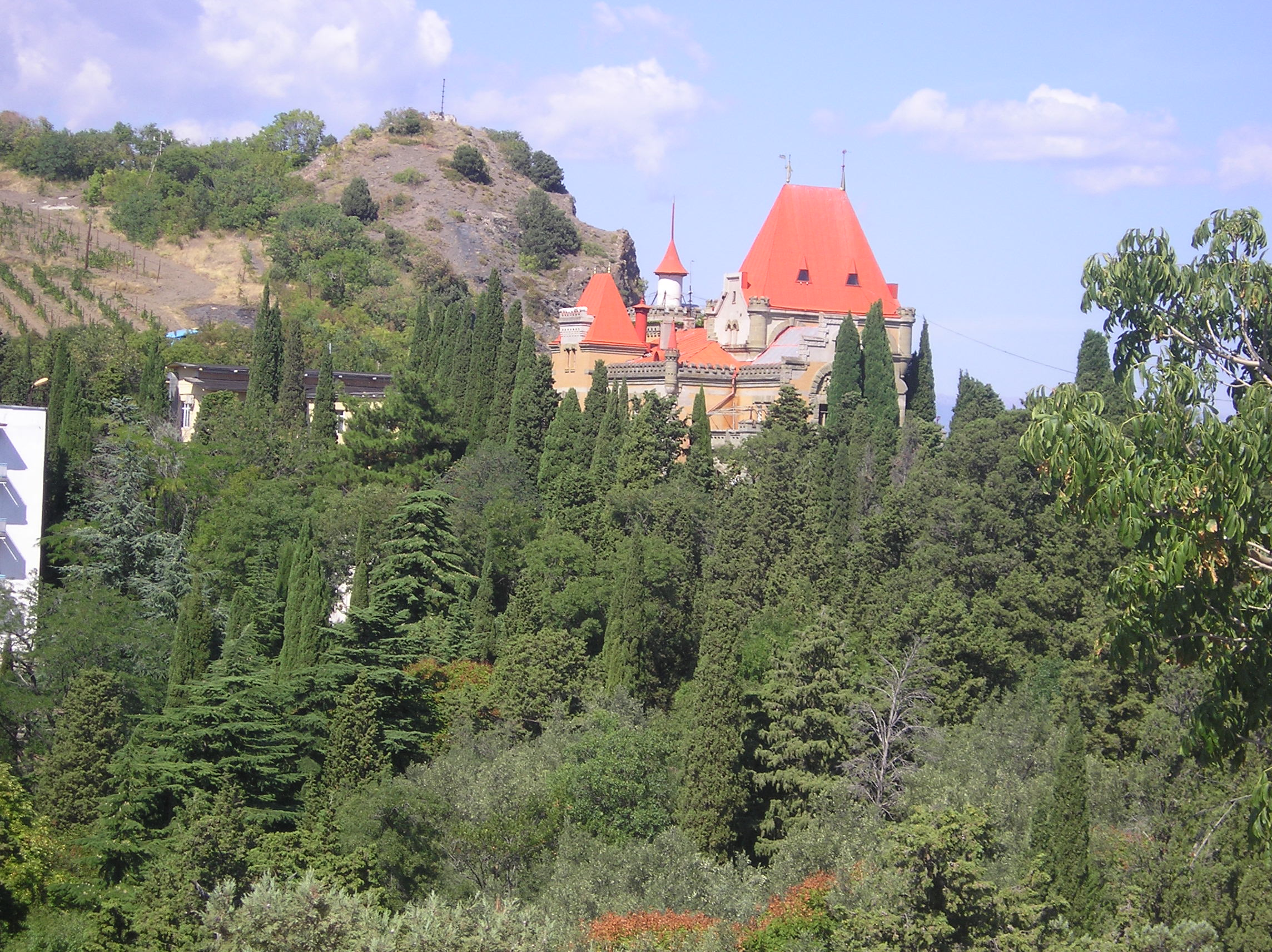
Общий вид
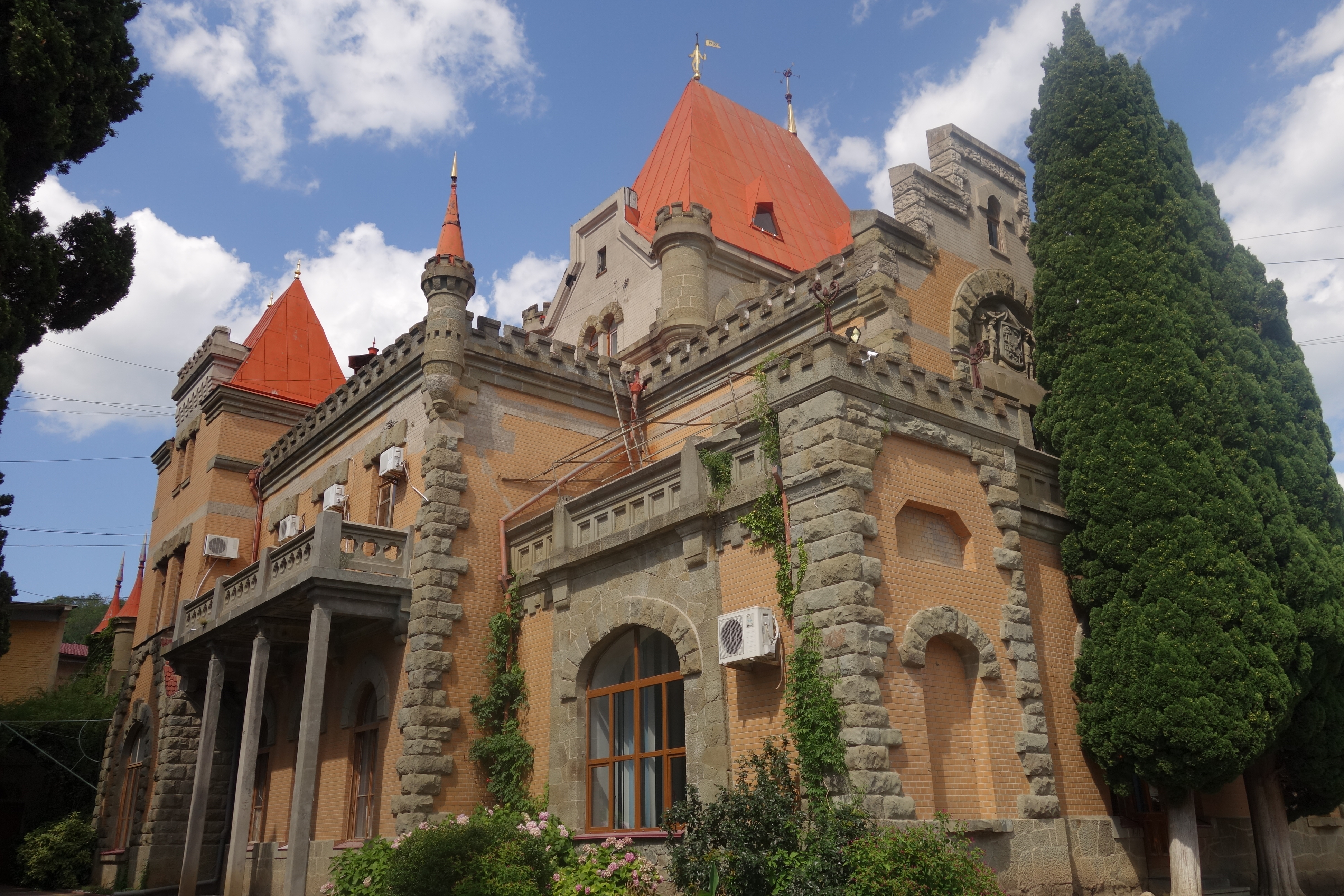
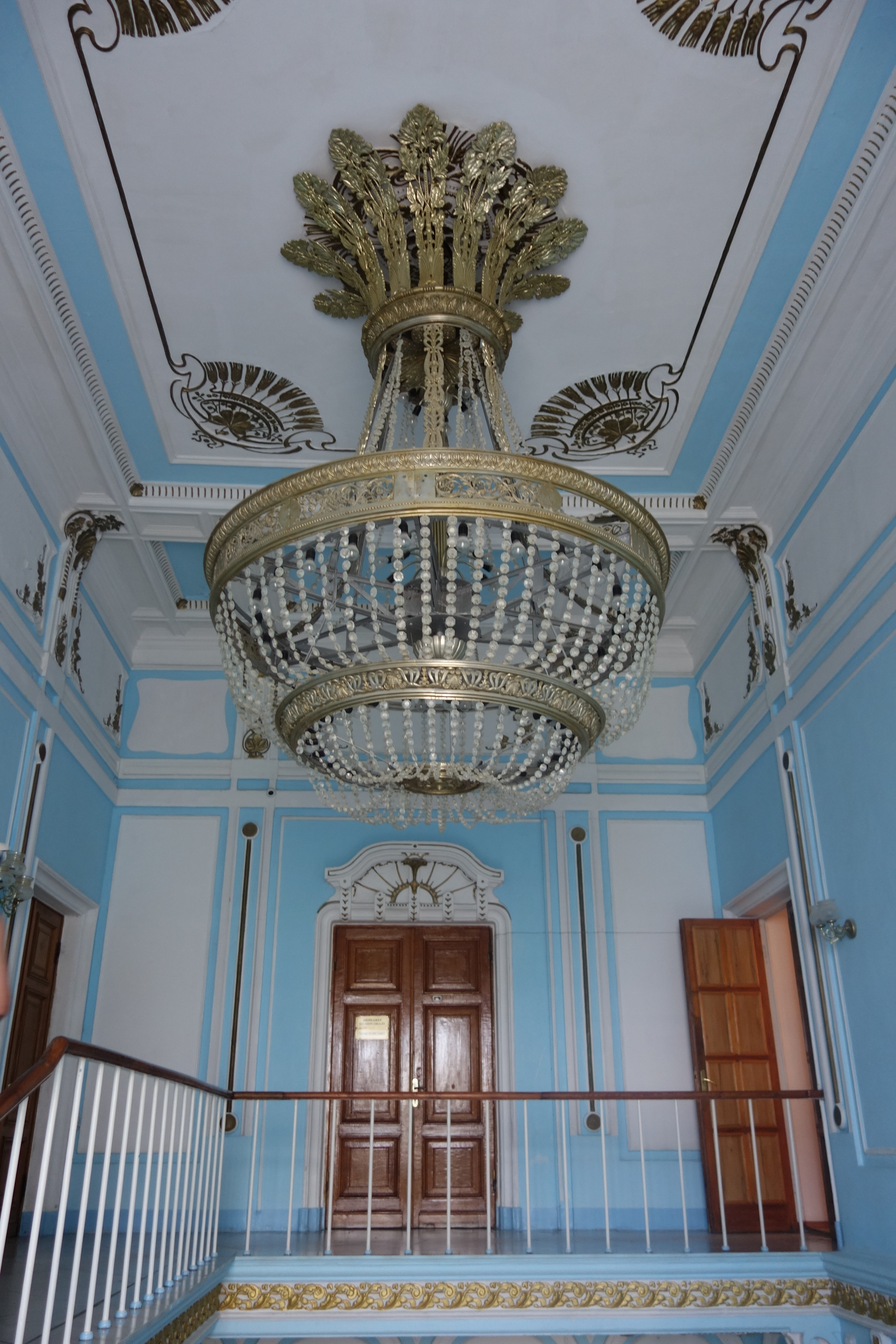
Интерьер
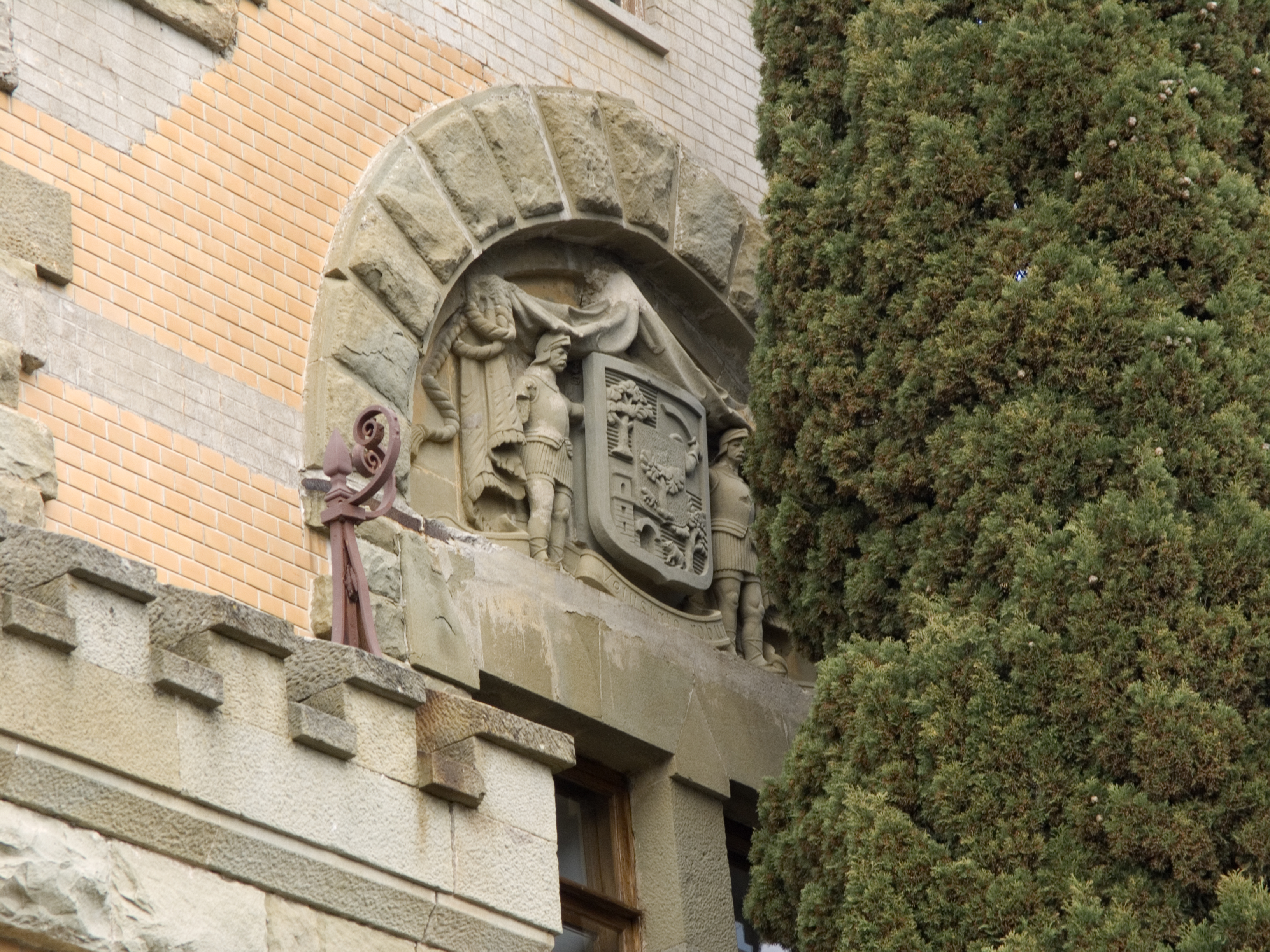
Элементы декора